# Napoleon II

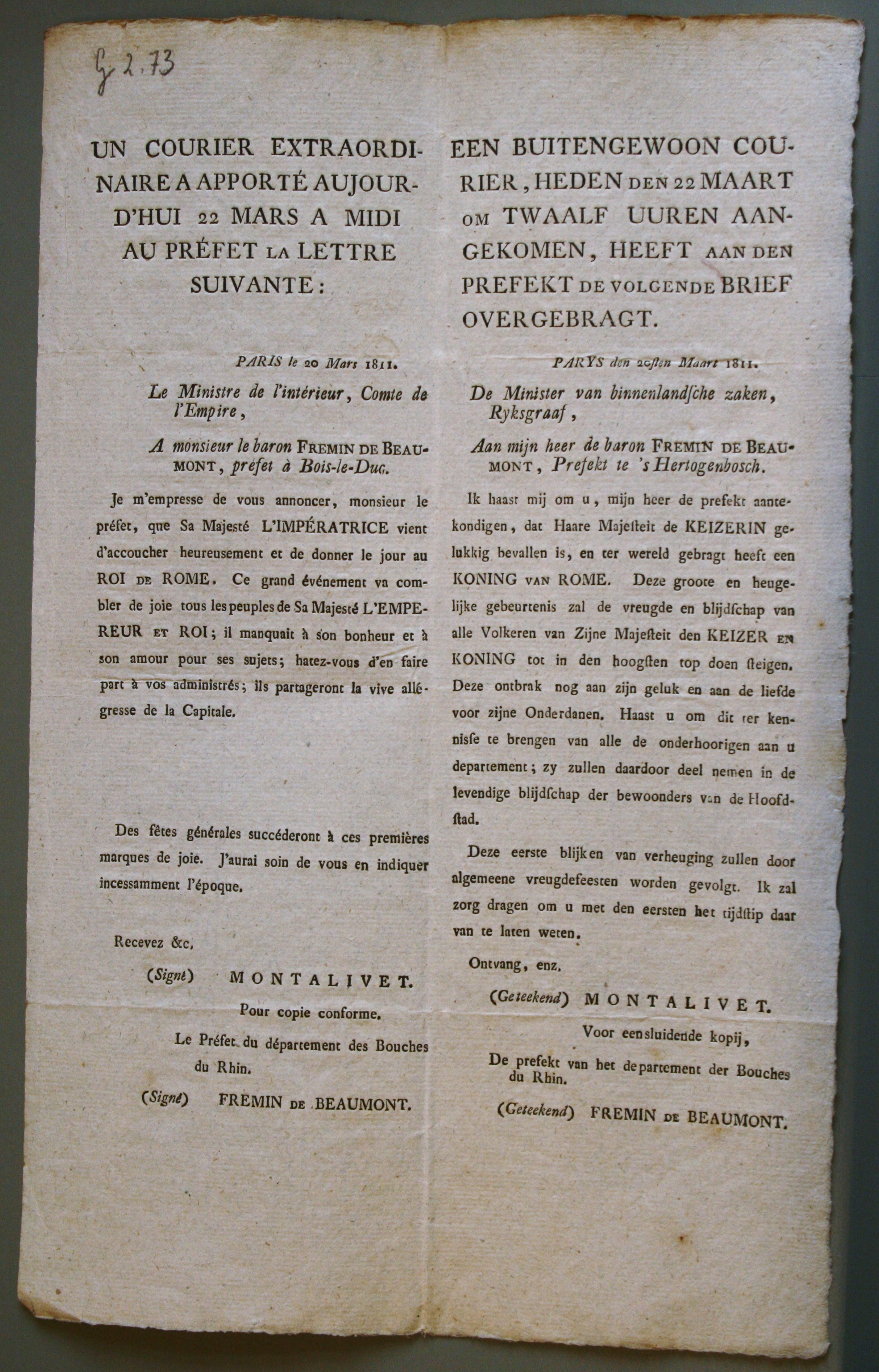
Aankondiging van geboorte Napoleon II, 1811

Napoléon François Joseph Charles Bonaparte (Parijs, 20 maart 1811 – Wenen, 22 juli 1832), koning van Rome en na 1818 hertog van Reichstadt, was de zoon van Napoleon I, keizer der Fransen en zijn tweede vrouw, Marie Louise van Oostenrijk. Volgens Titel III, artikel 9 van de Franse grondwet van die tijd, was hij keizerlijke prins, maar hij stond vanaf zijn geboorte ook bekend als de koning van Rome; Napoleon I had verklaard dat dit in navolging van de titel "Rooms Koning" binnen het Heilige Roomse Rijk de hoffelijkheidstitel moest zijn voor de Franse kroonprins.
Napoleon I deed in 1814 (na de Volkerenslag) en opnieuw in 1815 (na Waterloo) troonsafstand ten gunste van zijn toen vierjarige zoon, maar deze zou nooit keizer worden of regeren. Napoleon II groeide sinds 1814 op in ballingschap in Oostenrijk, waar hij op eenentwintigjarige leeftijd overleed.

## Biografie
Napoleon François Joseph Charles werd geboren in het Tuilerieënpaleis in Parijs in 1811. Hij was de zoon van Napoleon I en diens tweede vrouw, Marie Louise van Oostenrijk. De tweede voornaam kwam van zijn grootvader keizer Frans I van Oostenrijk en de derde voornaam van Napoleons broer. Als Napoleons enige wettige zoon was hij al grondwettelijk keizerlijke prins en kroonprins, maar de keizer gaf zijn zoon ook de aanspreekvorm Zijne Majesteit de Koning van Rome. Napoleon liet door Charles Percier en Pierre Fontaine plannen maken voor een reusachtig "Palais du Roi de Rome" dat op de heuvel van Chailly, net buiten het toenmalige Parijs, zou komen te staan. Door de voortdurende oorlogen waarin het keizerrijk was verwikkeld kon het plan niet worden uitgevoerd.
Napoleon heeft zijn enige wettige erfgenaam bij de geboorte het grootlint van het Legioen van Eer in de wieg gelegd. Hij heeft het Legioen van Eer waarvan hij na de abdicatie van zijn vader als Napoleon II enige dagen de Grootmeester was in zijn ballingschap niet gedragen. Op latere portretten draagt hij twee sterren van de ridderorden van Parma, de Constantijnse Orde van Sint-Joris en de Orde van Sint-George voor Militaire Verdienste, waar zijn moeder enige tijd regeerde.
Drie jaar na de geboorte van Napoleon Frans Jozef Karel stortte het Eerste Franse Keizerrijk - waarvan hij de erfgenaam was - in. Napoleon wilde troonsafstand doen ten gunste van zijn kleuterzoon, maar de geallieerden, op aandringen van tsaar Alexander I van Rusland, weigerden deze opvolging te erkennen. Na de val van het keizerrijk werd de jongen in Oostenrijk opgevoed.
Op 29 maart 1814 verliet de keizerin, vergezeld door haar suite, het Tuilerieënpaleis met haar zoon. Hun eerste stop was het Kasteel van Rambouillet; omdat ze bang waren voor de oprukkende vijandelijke troepen, gingen ze daarna verder naar het Kasteel van Blois. Op 13 april, met haar verminderde suite, waren Marie Louise en haar drie jaar oude koning van Rome terug in Rambouillet waar ze haar vader, keizer Frans II, en de tsaar Alexander I ontmoetten. Op 23 april, begeleid door een Oostenrijks regiment, verlieten moeder en zoon Rambouillet en Frankrijk voorgoed, voor hun ballingschap in Oostenrijk. Napoleon, die op 12 april nog gepoogd had zelfmoord te plegen door vergif in te nemen, vertrok naar Elba, waar hij op 3 mei 1814 aankwam. De Oostenrijkse kanselier Metternich, de gewiekste diplomaat met jarenlange politieke ervaring besefte onmiddellijk dat de verslagen Napoleon niet herenigd mocht worden met zijn jonge zoon en nam maatregelen om Marie Louise en haar kind ver weg van Elba te houden.
In 1815, na zijn nederlaag bij Waterloo, deed Napoleon troonsafstand ten gunste van zijn zoon, wat echter door niemand erkend werd. Lodewijk XVIII werd opnieuw het Franse staatshoofd.
De dag na de troonsafstand van Napoleon, nam een commissie van de regering de heerschappij over Frankrijk over, in afwachting van koning Lodewijk XVIII die in Le Cateau-Cambrésis was. De commissie bestuurde het land twee weken lang, en het riep Napoleon II niet uit tot keizer der Fransen; er werd evenmin een regent benoemd. Dit toont aan dat behalve keizer Napoleon niemand in Frankrijk deze prins au sérieux nam. Het was tenslotte een peuter, die sommigen al gezien hadden, maar die gezien zijn leeftijd geen politieke rol kon spelen. 
De intocht van de geallieerden in Parijs op 7 juli herstelde de macht van de Bourbons. Napoleon II, inmiddels vier jaar oud, verbleef op dat ogenblik met zijn moeder in Oostenrijk en was niet op de hoogte van de troonsafstand van zijn vader. De volgende Bonaparte die op de troon van Frankrijk zou komen (in 1852) nam de naam Napoleon III aan uit eerbied voor zijn neef.
Na 1815, leefde de jonge prins, nu bekend als Franz, in Oostenrijk. Hij ontving in 1818 de titel van hertog van Reichstadt. Zijn officiële militaire loopbaan begon op 12-jarige leeftijd, in 1823, wanneer hij cadet werd in het Oostenrijkse leger. Zijn leermeesters beschreven hem als intelligent, ernstig en geconcentreerd. Bovendien was hij zeer groot van gestalte. Hij had als tiener een eindeloze bewondering voor zijn vader en een grote ambitie. Toch besefte hij dat men hem wellicht nooit de kans zou geven zich als soldaat te bewijzen.
Na de dood van zijn stiefvader, Neipperg, en de onthulling dat zijn moeder voor haar huwelijk met Neipperg twee onwettige kinderen van hem had gedragen, zei Franz tegen zijn vriend, Prokesch von Osten, "Als Joséphine mijn moeder was geweest, zou mijn vader niet begraven zijn op Sint-Helena, en zou ik niet in Wenen zijn. Mijn moeder is vriendelijk maar zwak, zij was niet de vrouw die mijn vader verdiende."
Hij stierf aan tuberculose in Schloss Schönbrunn in Wenen op 22 juli 1832. Het lichaam werd zoals in het Huis Habsburg gebruik was gebalsemd en bijgezet in de Kapuzinergruft. Zijn ingewanden en hart werden apart begraven.

## Resten en nalatenschap

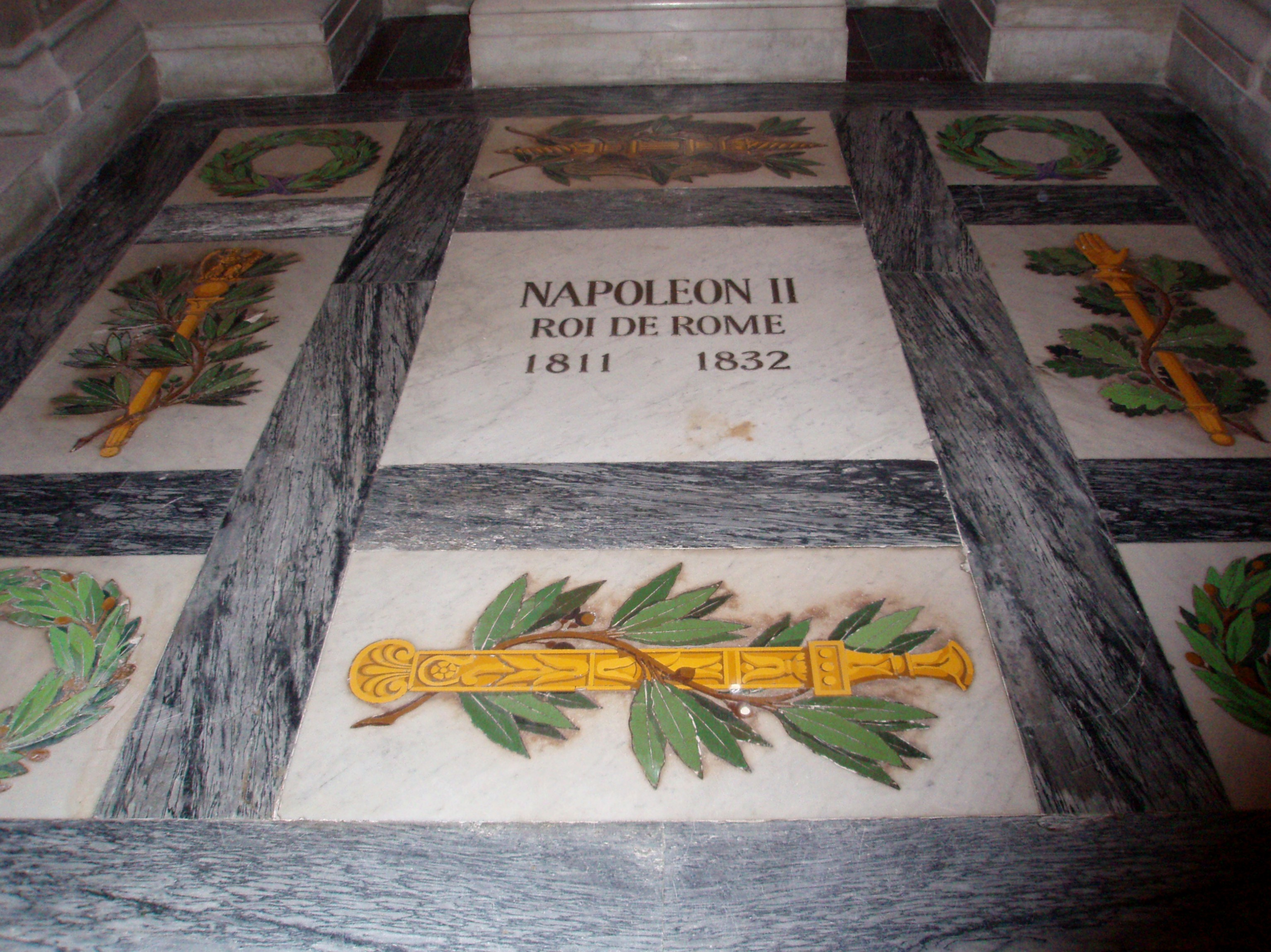
Het graf in Parijs

In 1940 besloot Adolf Hitler dat de resten van Napoleon II naar Parijs moesten worden overgebracht, net als honderd jaar eerder de resten van Napoleon van Sint Helena naar Parijs waren overgebracht. Ze werden aanvankelijk in de koepelkerk bij het Hôtel des Invalides onder het standbeeld van zijn vader Napoleon I begraven. Later werden ze verplaatst naar de crypte van de kerk. Hoewel het grootste deel van zijn resten werden overgebracht naar Parijs bleven zijn hart en ingewanden in Wenen achter, zoals gebruikelijk was bij Habsburgse vorsten. Het hart bevindt zich in urn 42 in de hartcrypte (Herzgruft) en zijn ingewanden worden in urn 76 van de hertogelijke crypte onder de Stephansdom bewaard.
Napoleon II stond ook bekend als Het Adelaarsjong (L'Aiglon). Edmond Rostand schreef een toneelstuk, L'Aiglon, over zijn leven. De Servische componist Petar Stojanović componeerde de operette Napoleon II: Herzog von Reichstadt, die in de jaren 1920 in Wenen in première ging. Arthur Honegger en Jacques Ibert werkten samen aan een opera, L'aiglon, die in in 1937 in première ging. De Pet Shop Boys gebruikten hem als een symbool van eenzaamheid te midden van rijkdom in hun nummer van 2009 "King of Rome," op hun album Yes. De journalist Henri Rochefort maakte een grap over Napoleon II: omdat hij nooit echt regeerde, was hij "de beste leider van Frankrijk, omdat hij geen oorlog, belastingen of tirannie bracht".

## Stamboom
|                                    |                                    |                                      |                                      |                                      |                                      |                                      |                                      |                                     |                                     |                                      |                                      |                                      |                                      |                                      |                                      | Keizer Frans I Stefan (1708–1765) | Keizer Frans I Stefan (1708–1765) | Keizer Frans I Stefan (1708–1765) | Keizer Frans I Stefan (1708–1765) | Keizer Frans I Stefan (1708–1765) | Keizer Frans I Stefan (1708–1765) |                                |                                | Maria Theresia van Oostenrijk (1717-1780) | Maria Theresia van Oostenrijk (1717-1780) | Maria Theresia van Oostenrijk (1717-1780) | Maria Theresia van Oostenrijk (1717-1780) | Maria Theresia van Oostenrijk (1717-1780) | Maria Theresia van Oostenrijk (1717-1780) |                                         |                                         | Karel III van Spanje (1716–1788) | Karel III van Spanje (1716–1788) | Karel III van Spanje (1716–1788)           | Karel III van Spanje (1716–1788)           | Karel III van Spanje (1716–1788)           | Karel III van Spanje (1716–1788)           |                                            |                                            | Maria Amalia van Saksen (1724–1760)            | Maria Amalia van Saksen (1724–1760)            | Maria Amalia van Saksen (1724–1760)            | Maria Amalia van Saksen (1724–1760)            | Maria Amalia van Saksen (1724–1760)            | Maria Amalia van Saksen (1724–1760)            |                                           |                                           |  |  |  |  |  |  |
|                                    |                                    |                                      |                                      |                                      |                                      |                                      |                                      |                                     |                                     |                                      |                                      |                                      |                                      |                                      |                                      | Keizer Frans I Stefan (1708–1765) | Keizer Frans I Stefan (1708–1765) | Keizer Frans I Stefan (1708–1765) | Keizer Frans I Stefan (1708–1765) | Keizer Frans I Stefan (1708–1765) | Keizer Frans I Stefan (1708–1765) |                                |                                | Maria Theresia van Oostenrijk (1717-1780) | Maria Theresia van Oostenrijk (1717-1780) | Maria Theresia van Oostenrijk (1717-1780) | Maria Theresia van Oostenrijk (1717-1780) | Maria Theresia van Oostenrijk (1717-1780) | Maria Theresia van Oostenrijk (1717-1780) |                                         |                                         | Karel III van Spanje (1716–1788) | Karel III van Spanje (1716–1788) | Karel III van Spanje (1716–1788)           | Karel III van Spanje (1716–1788)           | Karel III van Spanje (1716–1788)           | Karel III van Spanje (1716–1788)           |                                            |                                            | Maria Amalia van Saksen (1724–1760)            | Maria Amalia van Saksen (1724–1760)            | Maria Amalia van Saksen (1724–1760)            | Maria Amalia van Saksen (1724–1760)            | Maria Amalia van Saksen (1724–1760)            | Maria Amalia van Saksen (1724–1760)            |                                           |                                           |  |  |  |  |  |  |
|                                    |                                    |                                      |                                      |                                      |                                      |                                      |                                      |                                     |                                     |                                      |                                      |                                      |                                      |                                      |                                      |                                   |                                   |                                   |                                   |                                   |                                   |                                |                                |                                           |                                           |                                           |                                           |                                           |                                           |                                         |                                         |                                  |                                  |                                            |                                            |                                            |                                            |                                            |                                            |                                                |                                                |                                                |                                                |                                                |                                                |                                           |                                           |  |  |  |  |  |  |
|                                    |                                    |                                      |                                      |                                      |                                      |                                      |                                      |                                     |                                     |                                      |                                      |                                      |                                      |                                      |                                      |                                   |                                   |                                   |                                   |                                   |                                   |                                |                                |                                           |                                           |                                           |                                           |                                           |                                           |                                         |                                         |                                  |                                  |                                            |                                            |                                            |                                            |                                            |                                            |                                                |                                                |                                                |                                                |                                                |                                                |                                           |                                           |  |  |  |  |  |  |
|                                    |                                    |                                      |                                      |                                      |                                      |                                      |                                      |                                     |                                     |                                      |                                      |                                      |                                      |                                      |                                      |                                   |                                   |                                   |                                   |                                   |                                   |                                |                                |                                           |                                           |                                           |                                           |                                           |                                           |                                         |                                         |                                  |                                  |                                            |                                            |                                            |                                            |                                            |                                            |                                                |                                                |                                                |                                                |                                                |                                                |                                           |                                           |  |  |  |  |  |  |
|                                    |                                    |                                      |                                      |                                      |                                      |                                      |                                      |                                     |                                     |                                      |                                      |                                      |                                      |                                      |                                      |                                   |                                   |                                   |                                   |                                   |                                   |                                |                                |                                           |                                           |                                           |                                           |                                           |                                           |                                         |                                         |                                  |                                  |                                            |                                            |                                            |                                            |                                            |                                            |                                                |                                                |                                                |                                                |                                                |                                                |                                           |                                           |  |  |  |  |  |  |
| Giuseppe Maria Buonaparte          | Giuseppe Maria Buonaparte          | Giuseppe Maria Buonaparte            | Giuseppe Maria Buonaparte            | Giuseppe Maria Buonaparte            | Giuseppe Maria Buonaparte            |                                      |                                      | Maria Saveria Paravicini            | Maria Saveria Paravicini            | Maria Saveria Paravicini             | Maria Saveria Paravicini             | Maria Saveria Paravicini             | Maria Saveria Paravicini             |                                      |                                      |                                   |                                   | Keizer Leopold II (1747-1792)     | Keizer Leopold II (1747-1792)     | Keizer Leopold II (1747-1792)     | Keizer Leopold II (1747-1792)     | Keizer Leopold II (1747-1792)  | Keizer Leopold II (1747-1792)  |                                           |                                           | Marie Louise van Spanje (1745–1792)       | Marie Louise van Spanje (1745–1792)       | Marie Louise van Spanje (1745–1792)       | Marie Louise van Spanje (1745–1792)       | Marie Louise van Spanje (1745–1792)     | Marie Louise van Spanje (1745–1792)     |                                  |                                  | Ferdinand I der Beide Siciliën (1751–1825) | Ferdinand I der Beide Siciliën (1751–1825) | Ferdinand I der Beide Siciliën (1751–1825) | Ferdinand I der Beide Siciliën (1751–1825) | Ferdinand I der Beide Siciliën (1751–1825) | Ferdinand I der Beide Siciliën (1751–1825) |                                                |                                                | Maria Carolina van Oostenrijk (1752-1814)      | Maria Carolina van Oostenrijk (1752-1814)      | Maria Carolina van Oostenrijk (1752-1814)      | Maria Carolina van Oostenrijk (1752-1814)      | Maria Carolina van Oostenrijk (1752-1814) | Maria Carolina van Oostenrijk (1752-1814) |  |  |  |  |  |  |
| Giuseppe Maria Buonaparte          | Giuseppe Maria Buonaparte          | Giuseppe Maria Buonaparte            | Giuseppe Maria Buonaparte            | Giuseppe Maria Buonaparte            | Giuseppe Maria Buonaparte            |                                      |                                      | Maria Saveria Paravicini            | Maria Saveria Paravicini            | Maria Saveria Paravicini             | Maria Saveria Paravicini             | Maria Saveria Paravicini             | Maria Saveria Paravicini             |                                      |                                      |                                   |                                   | Keizer Leopold II (1747-1792)     | Keizer Leopold II (1747-1792)     | Keizer Leopold II (1747-1792)     | Keizer Leopold II (1747-1792)     | Keizer Leopold II (1747-1792)  | Keizer Leopold II (1747-1792)  |                                           |                                           | Marie Louise van Spanje (1745–1792)       | Marie Louise van Spanje (1745–1792)       | Marie Louise van Spanje (1745–1792)       | Marie Louise van Spanje (1745–1792)       | Marie Louise van Spanje (1745–1792)     | Marie Louise van Spanje (1745–1792)     |                                  |                                  | Ferdinand I der Beide Siciliën (1751–1825) | Ferdinand I der Beide Siciliën (1751–1825) | Ferdinand I der Beide Siciliën (1751–1825) | Ferdinand I der Beide Siciliën (1751–1825) | Ferdinand I der Beide Siciliën (1751–1825) | Ferdinand I der Beide Siciliën (1751–1825) |                                                |                                                | Maria Carolina van Oostenrijk (1752-1814)      | Maria Carolina van Oostenrijk (1752-1814)      | Maria Carolina van Oostenrijk (1752-1814)      | Maria Carolina van Oostenrijk (1752-1814)      | Maria Carolina van Oostenrijk (1752-1814) | Maria Carolina van Oostenrijk (1752-1814) |  |  |  |  |  |  |
|                                    |                                    |                                      |                                      |                                      |                                      |                                      |                                      |                                     |                                     |                                      |                                      |                                      |                                      |                                      |                                      |                                   |                                   |                                   |                                   |                                   |                                   |                                |                                |                                           |                                           |                                           |                                           |                                           |                                           |                                         |                                         |                                  |                                  |                                            |                                            |                                            |                                            |                                            |                                            |                                                |                                                |                                                |                                                |                                                |                                                |                                           |                                           |  |  |  |  |  |  |
|                                    |                                    |                                      |                                      |                                      |                                      |                                      |                                      |                                     |                                     |                                      |                                      |                                      |                                      |                                      |                                      |                                   |                                   |                                   |                                   |                                   |                                   |                                |                                |                                           |                                           |                                           |                                           |                                           |                                           |                                         |                                         |                                  |                                  |                                            |                                            |                                            |                                            |                                            |                                            |                                                |                                                |                                                |                                                |                                                |                                                |                                           |                                           |  |  |  |  |  |  |
| Carlo Maria Buonaparte (1746-1785) | Carlo Maria Buonaparte (1746-1785) | Carlo Maria Buonaparte (1746-1785)   | Carlo Maria Buonaparte (1746-1785)   | Carlo Maria Buonaparte (1746-1785)   | Carlo Maria Buonaparte (1746-1785)   |                                      |                                      | Maria Laetitia Ramolino (1750-1836) | Maria Laetitia Ramolino (1750-1836) | Maria Laetitia Ramolino (1750-1836)  | Maria Laetitia Ramolino (1750-1836)  | Maria Laetitia Ramolino (1750-1836)  | Maria Laetitia Ramolino (1750-1836)  |                                      |                                      | Joseph Tascher de la Pagerie      | Joseph Tascher de la Pagerie      | Joseph Tascher de la Pagerie      | Joseph Tascher de la Pagerie      | Joseph Tascher de la Pagerie      | Joseph Tascher de la Pagerie      |                                |                                | Rose-Claire des Vergers de Sanois         | Rose-Claire des Vergers de Sanois         | Rose-Claire des Vergers de Sanois         | Rose-Claire des Vergers de Sanois         | Rose-Claire des Vergers de Sanois         | Rose-Claire des Vergers de Sanois         |                                         |                                         | Keizer Frans II (1768-1835)      | Keizer Frans II (1768-1835)      | Keizer Frans II (1768-1835)                | Keizer Frans II (1768-1835)                | Keizer Frans II (1768-1835)                | Keizer Frans II (1768-1835)                |                                            |                                            | Maria Theresia van Bourbon-Sicilië (1772-1807) | Maria Theresia van Bourbon-Sicilië (1772-1807) | Maria Theresia van Bourbon-Sicilië (1772-1807) | Maria Theresia van Bourbon-Sicilië (1772-1807) | Maria Theresia van Bourbon-Sicilië (1772-1807) | Maria Theresia van Bourbon-Sicilië (1772-1807) |                                           |                                           |  |  |  |  |  |  |
| Carlo Maria Buonaparte (1746-1785) | Carlo Maria Buonaparte (1746-1785) | Carlo Maria Buonaparte (1746-1785)   | Carlo Maria Buonaparte (1746-1785)   | Carlo Maria Buonaparte (1746-1785)   | Carlo Maria Buonaparte (1746-1785)   |                                      |                                      | Maria Laetitia Ramolino (1750-1836) | Maria Laetitia Ramolino (1750-1836) | Maria Laetitia Ramolino (1750-1836)  | Maria Laetitia Ramolino (1750-1836)  | Maria Laetitia Ramolino (1750-1836)  | Maria Laetitia Ramolino (1750-1836)  |                                      |                                      | Joseph Tascher de la Pagerie      | Joseph Tascher de la Pagerie      | Joseph Tascher de la Pagerie      | Joseph Tascher de la Pagerie      | Joseph Tascher de la Pagerie      | Joseph Tascher de la Pagerie      |                                |                                | Rose-Claire des Vergers de Sanois         | Rose-Claire des Vergers de Sanois         | Rose-Claire des Vergers de Sanois         | Rose-Claire des Vergers de Sanois         | Rose-Claire des Vergers de Sanois         | Rose-Claire des Vergers de Sanois         |                                         |                                         | Keizer Frans II (1768-1835)      | Keizer Frans II (1768-1835)      | Keizer Frans II (1768-1835)                | Keizer Frans II (1768-1835)                | Keizer Frans II (1768-1835)                | Keizer Frans II (1768-1835)                |                                            |                                            | Maria Theresia van Bourbon-Sicilië (1772-1807) | Maria Theresia van Bourbon-Sicilië (1772-1807) | Maria Theresia van Bourbon-Sicilië (1772-1807) | Maria Theresia van Bourbon-Sicilië (1772-1807) | Maria Theresia van Bourbon-Sicilië (1772-1807) | Maria Theresia van Bourbon-Sicilië (1772-1807) |                                           |                                           |  |  |  |  |  |  |
|                                    |                                    |                                      |                                      |                                      |                                      |                                      |                                      |                                     |                                     |                                      |                                      |                                      |                                      |                                      |                                      |                                   |                                   |                                   |                                   |                                   |                                   |                                |                                |                                           |                                           |                                           |                                           |                                           |                                           |                                         |                                         |                                  |                                  |                                            |                                            |                                            |                                            |                                            |                                            |                                                |                                                |                                                |                                                |                                                |                                                |                                           |                                           |  |  |  |  |  |  |
|                                    |                                    |                                      |                                      |                                      |                                      |                                      |                                      |                                     |                                     |                                      |                                      |                                      |                                      |                                      |                                      |                                   |                                   |                                   |                                   |                                   |                                   |                                |                                |                                           |                                           |                                           |                                           |                                           |                                           |                                         |                                         |                                  |                                  |                                            |                                            |                                            |                                            |                                            |                                            |                                                |                                                |                                                |                                                |                                                |                                                |                                           |                                           |  |  |  |  |  |  |
|                                    |                                    |                                      |                                      |                                      |                                      |                                      |                                      |                                     |                                     |                                      |                                      |                                      |                                      |                                      |                                      |                                   |                                   |                                   |                                   |                                   |                                   |                                |                                |                                           |                                           |                                           |                                           |                                           |                                           |                                         |                                         |                                  |                                  |                                            |                                            |                                            |                                            |                                            |                                            |                                                |                                                |                                                |                                                |                                                |                                                |                                           |                                           |  |  |  |  |  |  |
|                                    |                                    |                                      |                                      |                                      |                                      |                                      |                                      |                                     |                                     |                                      |                                      |                                      |                                      |                                      |                                      |                                   |                                   |                                   |                                   |                                   |                                   |                                |                                |                                           |                                           |                                           |                                           |                                           |                                           |                                         |                                         |                                  |                                  |                                            |                                            |                                            |                                            |                                            |                                            |                                                |                                                |                                                |                                                |                                                |                                                |                                           |                                           |  |  |  |  |  |  |
|                                    |                                    | Alexandre de Beauharnais (1760-1794) | Alexandre de Beauharnais (1760-1794) | Alexandre de Beauharnais (1760-1794) | Alexandre de Beauharnais (1760-1794) | Alexandre de Beauharnais (1760-1794) | Alexandre de Beauharnais (1760-1794) |                                     |                                     | Joséphine de Beauharnais (1763-1814) | Joséphine de Beauharnais (1763-1814) | Joséphine de Beauharnais (1763-1814) | Joséphine de Beauharnais (1763-1814) | Joséphine de Beauharnais (1763-1814) | Joséphine de Beauharnais (1763-1814) |                                   |                                   | Napoleon Bonaparte (1769-1821)    | Napoleon Bonaparte (1769-1821)    | Napoleon Bonaparte (1769-1821)    | Napoleon Bonaparte (1769-1821)    | Napoleon Bonaparte (1769-1821) | Napoleon Bonaparte (1769-1821) |                                           |                                           | Marie Louise van Oostenrijk (1791–1847)   | Marie Louise van Oostenrijk (1791–1847)   | Marie Louise van Oostenrijk (1791–1847)   | Marie Louise van Oostenrijk (1791–1847)   | Marie Louise van Oostenrijk (1791–1847) | Marie Louise van Oostenrijk (1791–1847) |                                  |                                  |                                            |                                            |                                            |                                            |                                            |                                            |                                                |                                                |                                                |                                                |                                                |                                                |                                           |                                           |  |  |  |  |  |  |
|                                    |                                    | Alexandre de Beauharnais (1760-1794) | Alexandre de Beauharnais (1760-1794) | Alexandre de Beauharnais (1760-1794) | Alexandre de Beauharnais (1760-1794) | Alexandre de Beauharnais (1760-1794) | Alexandre de Beauharnais (1760-1794) |                                     |                                     | Joséphine de Beauharnais (1763-1814) | Joséphine de Beauharnais (1763-1814) | Joséphine de Beauharnais (1763-1814) | Joséphine de Beauharnais (1763-1814) | Joséphine de Beauharnais (1763-1814) | Joséphine de Beauharnais (1763-1814) |                                   |                                   | Napoleon Bonaparte (1769-1821)    | Napoleon Bonaparte (1769-1821)    | Napoleon Bonaparte (1769-1821)    | Napoleon Bonaparte (1769-1821)    | Napoleon Bonaparte (1769-1821) | Napoleon Bonaparte (1769-1821) |                                           |                                           | Marie Louise van Oostenrijk (1791–1847)   | Marie Louise van Oostenrijk (1791–1847)   | Marie Louise van Oostenrijk (1791–1847)   | Marie Louise van Oostenrijk (1791–1847)   | Marie Louise van Oostenrijk (1791–1847) | Marie Louise van Oostenrijk (1791–1847) |                                  |                                  |                                            |                                            |                                            |                                            |                                            |                                            |                                                |                                                |                                                |                                                |                                                |                                                |                                           |                                           |  |  |  |  |  |  |
|                                    |                                    |                                      |                                      |                                      |                                      |                                      |                                      |                                     |                                     |                                      |                                      |                                      |                                      |                                      |                                      |                                   |                                   |                                   |                                   |                                   |                                   |                                |                                |                                           |                                           |                                           |                                           |                                           |                                           |                                         |                                         |                                  |                                  |                                            |                                            |                                            |                                            |                                            |                                            |                                                |                                                |                                                |                                                |                                                |                                                |                                           |                                           |  |  |  |  |  |  |
| Lodewijk Napoleon (1778–1846)      | Lodewijk Napoleon (1778–1846)      | Lodewijk Napoleon (1778–1846)        | Lodewijk Napoleon (1778–1846)        | Lodewijk Napoleon (1778–1846)        | Lodewijk Napoleon (1778–1846)        |                                      |                                      | Hortense de Beauharnais (1783-1837) | Hortense de Beauharnais (1783-1837) | Hortense de Beauharnais (1783-1837)  | Hortense de Beauharnais (1783-1837)  | Hortense de Beauharnais (1783-1837)  | Hortense de Beauharnais (1783-1837)  |                                      |                                      |                                   |                                   |                                   |                                   |                                   |                                   | Napoleon II (1811-1832)        | Napoleon II (1811-1832)        | Napoleon II (1811-1832)                   | Napoleon II (1811-1832)                   | Napoleon II (1811-1832)                   | Napoleon II (1811-1832)                   |                                           |                                           |                                         |                                         |                                  |                                  |                                            |                                            |                                            |                                            |                                            |                                            |                                                |                                                |                                                |                                                |                                                |                                                |                                           |                                           |  |  |  |  |  |  |
| Lodewijk Napoleon (1778–1846)      | Lodewijk Napoleon (1778–1846)      | Lodewijk Napoleon (1778–1846)        | Lodewijk Napoleon (1778–1846)        | Lodewijk Napoleon (1778–1846)        | Lodewijk Napoleon (1778–1846)        |                                      |                                      | Hortense de Beauharnais (1783-1837) | Hortense de Beauharnais (1783-1837) | Hortense de Beauharnais (1783-1837)  | Hortense de Beauharnais (1783-1837)  | Hortense de Beauharnais (1783-1837)  | Hortense de Beauharnais (1783-1837)  |                                      |                                      |                                   |                                   |                                   |                                   |                                   |                                   | Napoleon II (1811-1832)        | Napoleon II (1811-1832)        | Napoleon II (1811-1832)                   | Napoleon II (1811-1832)                   | Napoleon II (1811-1832)                   | Napoleon II (1811-1832)                   |                                           |                                           |                                         |                                         |                                  |                                  |                                            |                                            |                                            |                                            |                                            |                                            |                                                |                                                |                                                |                                                |                                                |                                                |                                           |                                           |  |  |  |  |  |  |
|                                    |                                    |                                      |                                      |                                      |                                      |                                      |                                      |                                     |                                     |                                      |                                      |                                      |                                      |                                      |                                      |                                   |                                   |                                   |                                   |                                   |                                   |                                |                                |                                           |                                           |                                           |                                           |                                           |                                           |                                         |                                         |                                  |                                  |                                            |                                            |                                            |                                            |                                            |                                            |                                                |                                                |                                                |                                                |                                                |                                                |                                           |                                           |  |  |  |  |  |  |
|                                    |                                    |                                      |                                      | Napoleon III (1808-1873)             |                                      |                                      |                                      |                                     |                                     |                                      |                                      |                                      |                                      |                                      |                                      |                                   |                                   |                                   |                                   |                                   |                                   |                                |                                |                                           |                                           |                                           |                                           |                                           |                                           |                                         |                                         |                                  |                                  |                                            |                                            |                                            |                                            |                                            |                                            |                                                |                                                |                                                |                                                |                                                |                                                |                                           |                                           |  |  |  |  |  |  |